# Load
Load és el sisè àlbum d'estudi de la banda estatunidenca de thrash metal Metallica. Va ser publicat el 4 de juny de 1996, amb la producció de Bob Rock per Elektra Records.
Aquest treball va suposar un gir musical cap al rock dur deixant a banda el típic thrash metal que els havia fet famosos. Això va provocar molt malestar a gran part del seus seguidors. En el nou estil també hi havia influències de rock sureny, blues rock, country rock i rock alternatiu.
Amb gairebé 700.000 unitats venudes només en la primera setmana, va esdevenir la millor estrena d'un àlbum de la banda a nivell de vendes. Va debutar i va mantenir-se al número 1 de la llista d'àlbums estatunidenca durant quatre setmanes consecutives. Finalment fou certificat amb cinc discs de platí en el seu país.

## Estil musical
Load fou publicat aproximadament cinc anys després del reeixit Metallica, i tot aquest temps va evidenciar un canvi de direcció en el seu estil musical. Els seus orígens estaven lligats al "thrash metal" i heavy metal, però en aquest treball van alleugerir la seva contundència i van començar a experimentar amb el rock dur. James Hetfield i Kirk Hammett van substituir els riffs staccato que els caracteritzava fins al moment per començar a experimentar amb estils i tons basats en el blues rock, i Lars Ulrich va abandonar l'estil veloç i complex per adoptar una tècnica més simple. Hetfield va adquirir una evolució lírica molt important que li va permetre escriure lletres més personals i introspectives, especialment sobre la relació amb la seva mare abans de morir de càncer. Això va provocar l'abandonament de temes polítics i socials que havien caracteritzat els dos treballs previs.
Durant aquests anys, els principals compositors de la banda, Hetfield i Ulrich, es tancaven a l'estudi que Ulrich tenia al soterrani casa seva (conegut com "The Dungeon", en català, la masmorra). A principis de 1995, la banda va presentar una trentena de demos als The Plant Studios per començar a treballar sobre l'enregistrament. Durant gairebé un any van treballar amb Bob Rock, que es va encarregar de la producció novament. La durada real del treball era aproximadament de 80 minuts però per qüestions de funcionament correcte dels CDs, la discogràfica els va obligar a escurçar la durada fins a un màxim de 78:59 minuts. D'aquesta manera van haver d'escurçar la cançó «The Outlaw Torn» en gairebé un minut. La versió original de la cançó fou inclosa en el senzill «The Memory Remains» amb el títol de «The Outlaw Torn (Unencumbered by Manufacturing Restrictions Version)» (en català, versió sense les restriccions inconvenients de fabricació).

## Art
La portada de Load és un treball original titulat Semen and Blood III (en català, "esperma i sang 3"). És un dels tres estudis fotogràfics realitzats per Andres Serrano l'any 1990, on va barrejar sang bovina i el seu propi esperma entre dues làmines de plexiglas. En el llibret de l'àlbum s'indicava simplement que era un treball d'Andres Serrano però no el seu títol. Ulrich i Hammett es van interessar pel treball de Serrano després de veure el videoclip de «Crush My Soul» de Godflesh, el qual fou dirigit per Serrano. Hetfield va declarar en diverses ocasions la seva aversió cap a aquesta portada.
Van aprofitar aquest treball per presentar el nou logotip de la banda. Originalment estava format per tot el nom de la banda amb un estil particular en la M inicial i la A final. El nou logo utilitzava la mateixa M original però es transformà en un símbol que recordava un shuriken format per quatre emes. En treballs futurs s'han alternat els dos logotips. En el llibret hi ha un extens material fotogràfic realitzat per Anton Corbijn, conegut per la seva feina amb les bandes U2 i Depeche Mode.

## Llista de cançons
Totes les lletres escrites per James Hetfield. 
| Núm.          | Títol                  | Música                         | Durada |
| ------------- | ---------------------- | ------------------------------ | ------ |
| 1.            | «Ain't My Bitch»       | James Hetfield, Lars Ulrich    | 5:04   |
| 2.            | «2 X 4»                | Hetfield, Ulrich, Kirk Hammett | 5:28   |
| 3.            | «The House Jack Built» | Hetfield, Ulrich, Hammett      | 6:38   |
| 4.            | «Until It Sleeps»      | Hetfield, Ulrich               | 4:28   |
| 5.            | «King Nothing»         | Hetfield, Ulrich, Hammett      | 5:29   |
| 6.            | «Hero of the Day»      | Hetfield, Ulrich, Hammett      | 4:21   |
| 7.            | «Bleeding Me»          | Hetfield, Ulrich, Hammett      | 8:18   |
| 8.            | «Cure»                 | Hetfield, Ulrich               | 4:54   |
| 9.            | «Poor Twisted Me»      | Hetfield, Ulrich               | 4:00   |
| 10.           | «Wasting My Hate»      | Hetfield, Ulrich, Hammett      | 3:57   |
| 11.           | «Mama Said»            | Hetfield, Ulrich               | 5:20   |
| 12.           | «Thorn Within»         | Hetfield, Ulrich, Hammett      | 5:51   |
| 13.           | «Ronnie»               | Hetfield, Ulrich               | 5:17   |
| 14.           | «The Outlaw Torn»      | Hetfield, Ulrich               | 9:48   |
| Durada total: | Durada total:          | Durada total:                  | 78:59  |

## Posicions en llista
| Llista (1996) | Posició | Certificacions |
| ------------- | ------- | -------------- |
| Alemanya      | 1       | 1x Platí       |
| Austràlia     | 1       |                |
| Canadà        |         | 4x Platí       |
| Estats Units  | 1       | 5x Platí       |
| França        | 1       |                |
| Nova Zelanda  | 1       |                |
| Regne Unit    | 1       | 1x Or          |

## Crèdits
Metallica
- James Hetfield – cantant, guitarra solista i guitarra rítmica
- Kirk Hammett – guitarra solista, guitarra rítmica i guitarra slide
- Lars Ulrich – bateria
- Jason Newsted – baix, veus addicionals

Producció
- Bob Rock, James Hetfield, Lars Ulrich – producció
- Brian Dobbs, Randy Staub – enginyeria
- Brian Dobbs, Jason Goldstein, Kent Matcke – ajudants d'enginyeria
- Randy Staub, Mike Fraser – mescles
- Matt Curry, Mike Rew – ajudants de mescles
- George Marino – masterització
- Paul DeCarli – edició digital
- Mike Gillies, Chris Vrenna – ajudants d'edició digital
- Chris Vrenna – programació
- Andie Airfix – disseny
- Andres Serrano – portada
- Anton Corbijn – fotografia